# Cryphia transversa
Cryphia transversa là một loài bướm đêm trong họ Noctuidae.